# Chamling Penchen Sönam Namgyel
Chamling Penchen Sönam Namgyel  (tib. byams gling pan chen bsod nams rnam rgyal; geb. 1400; gest. 1475) war ein Vertreter der  Kagyü-Schule des tibetischen Buddhismus. Er wurde im Süden der Autonomen Region Tibet, am Ufer des Yarlung Tsangpo Flusses, Kreis Zhanang, geboren. Er war ein berühmter Pandita des Klosters Champaling (Xianbalin si 贤巴林寺).